# Josef Brunauer junior
Josef Brunauer junior (* 4. August 1921 in Salzburg; † 9. September 1999 ebenda) war ein österreichischer Politiker (SPÖ), Gewerkschafter und Arbeiterkammerpräsident. Er war von 1956 bis 1983 Abgeordneter zum Salzburger Landtag.

## Ausbildung und Beruf
Brunauer besuchte zunächst die Volksschule in Salzburg und absolvierte danach eine Hauptschule in seinem Geburtsort. Er begann 1937 eine Lehre als Tischler und bildete sich an der gewerblichen Fortbildungsschule weiter. Nach dem Lehrabschluss wurde er Tischlergeselle, 1941 erfolgte seine Einberufung zum Kriegsdienst im Zweiten Weltkrieg. Er stand bis 1944 im Kriegsdienst, wobei er jedoch 1942 zwei Monate in politischer Haft verbrachte. 1944 geriet er in sowjetische Kriegsgefangenschaft, aus der er erst 1947 zurückkehren konnte. Nach seiner Rückkehr aus dem Krieg war er ab 1948 als Sekretär der Bau- und Holzarbeitergewerkschaft beschäftigt, 1966 übernahm er das Amt des Präsidenten der Salzburger Arbeiterkammer, zudem war er von 1967 bis 1984 Vorsitzender der Landesexekutive Salzburg des Österreichischen Gewerkschaftsbundes. Er schied 1982 aus seiner Funktion als Salzburger Arbeiterkammerpräsident aus.

## Politik und Funktionen
Offenbar prägte die väterliche Einstellung seine politische Richtung, sein Vater war Josef Brunauer senior. Brunauer betätigte sich zwischen 1937 und 1939 als Mitglied der illegalen Jugend der Revolutionären Sozialisten und wurde von 1939 bis 1941 als Mitglied der Roten Einheitsjugend aktiv. Nach seiner Rückkehr aus der Kriegsgefangenschaft trat er 1948 der SPÖ bei und fungierte zwischen 1966 und 1984 als Mitglied des Landesparteivorstandes der Salzburger Sozialdemokraten. Des Weiteren war Brunauer auf Landesebene innerparteilich von 1970 bis 1976 und von 1978 bis 1984 Mitglied des Landesparteipräsidiums der SPÖ-Salzburg. Er wirkte des Weiteren von 1954 bis 1984 als Kammerrat der Salzburger Arbeiterkammer und war ab 1959 Obmann der Fraktion Sozialistischer Gewerkschafter. Im Salzburger Landtag vertrat er die SPÖ zwischen dem 4. Juli 1956 und dem 18. Oktober 1983.
Brunauer hatte von 1978 bis 1999 auch das Amt des Vizepräsidenten des Salzburger Roten Kreuzes inne, war von 1975 bis 1979 Mitglied des Sparkassenausschusses der Salzburger Sparkasse.

## Auszeichnungen
- Großes Silbernes Ehrenzeichen für Verdienste um die Republik Österreich (1974)
- Großes Ehrenzeichen des Landes Salzburg (1983)